# Neu-Holland (Sankt Petersburg)
Die Insel Neu-Holland (russisch Новая Голландия Nowaja Gollandija, wiss. Transliteration Novaja Gollandija) ist eine unbewohnte Flussinsel in Sankt Petersburg, die dem Stadtbezirk Admiralteiski zugeordnet ist. Sie wurde im 18. Jahrhundert künstlich angelegt. Auf der Insel befinden sich Grünflächen, Wege, gastronomische Einrichtungen, Eventflächen sowie ein Kinderspielplatz. Das Bauensemble steht unter Denkmalschutz.

## Bebauungsgeschichte
1732 wurden Lagerhäuser und das Hafenbecken, die sogenannte „Schöpfkelle“, für die Bedürfnisse der nahegelegenen Galeerenwerft gebaut (Architekt: Iwan Kusmitsch Korobow). Der Architekt Sawwa Iwanowitsch Tschewakinski, ein Schüler von Krobow, schlug insgesamt vier Planungen zur Umstrukturierung der Gebäude vor, die jedoch aus Geldmangel nicht umgesetzt wurden. Danach entwickelte er ein innovatives Konzept der Holzlagerung, bei dem die Holzstapel nicht mehr waagerecht, sondern senkrecht trocknen sollten, um die Lagerkapazität zu erhöhen und Holzfäule zu vermeiden. Dieser Vorschlag wurde mit Änderungen akzeptiert. Der Architekt Jean-Baptiste Vallin de La Mothe wurde mit der Fassadengestaltung betraut, die im Stil des Frühklassizismus umgesetzt wurde. Zwischen 1779 und 1787 wurde der markante Einfahrtsbogen auf der Moika-Seite mit einer Höhe von 23 Metern und einer Breite von 8 Metern errichtet. Durch die Ungenauigkeit der Vermessung kam es zu Planungsfehlern, die zur Entlassung von Tschewakinski führten. Die Arbeiten wurden von Ingenieur Johan Gerhard (russisch Иоганн Герард Iogann Gerard, wiss. Transliteration Iogann Gerard) weitergeführt. Angeblich soll er die ursprünglichen Pläne von Tschewakinski „verloren“ haben, um seine eigenen Vorstellungen zu verwirklichen. Allerdings wurde eine Kopie der ursprünglichen Pläne gefunden und die Admiralität bestand auf der Umsetzung des genehmigten Plans. Daraufhin überarbeitete Gerhard den ursprünglichen Plan gründlich und nahm viele konstruktive Änderungen vor. Im Frühjahr 1767 wurde Gerards Projekt genehmigt und anschließend umgesetzt.
1829 errichtete Architekt Alexander Jegorowitsch Staubert im Westen der Insel ein Militärgefängnis für straffällig gewordene Seeleute der Kaiserlich Russischen Marine. Das ringförmige Gebäude wurde im Volksmund „Flasche“ genannt, woraus sich der russische Ausdruck „in die Flasche steigen“ ableitet. Daneben wurde 1852 eine Schmiede gebaut.
1894 wurde ein Versuchsbecken eingerichtet, in dem Alexei Nikolajewitsch Krylow Versuche zum Rollen und Stampfen von Schiffen durchführte, für deren Ergebnisse er zwei Jahre später die Goldmedaille der Marineakademie erhielt. Während des Ersten Weltkriegs wurde auf dem Gelände die stärkste Marinefunkstation der russischen Flotte eingerichtet; Dmitri Iwanowitsch Mendelejew hatte hier ebenfalls ein Labor. Während der Sowjetzeit war das Gelände militärisches Sperrgebiet und wurde bis zum 12. Dezember 2004 von der Baltischen Flotte genutzt. Nach dem Abzug der Marine wurde das Bauensemble unter Denkmalschutz gestellt. Am 24. Dezember 2004 brach auf dem Gelände ein Feuer aus, das einen Teil der Gebäude zerstörte. 2006 wurden Gebäude aus dem späten 19. Jahrhundert mit einem geringen historischen Wert im Zuge der Konversion der Flächen abgerissen. Am 16. Juli 2011 wurde die Insel wieder für die Allgemeinheit geöffnet. Von 2013 bis 2016 war sie wegen Bauarbeiten für Besucher nicht zugänglich. Es entstanden Grünflächen, ein Spielplatz mit einem Schiffsrumpf, Bühnen, Toiletten und Wege. Die historischen Gebäude wurden nach und nach restauriert und mit Gastronomie, Geschäften, Fitnessstudios und Kultureinrichtungen belegt.

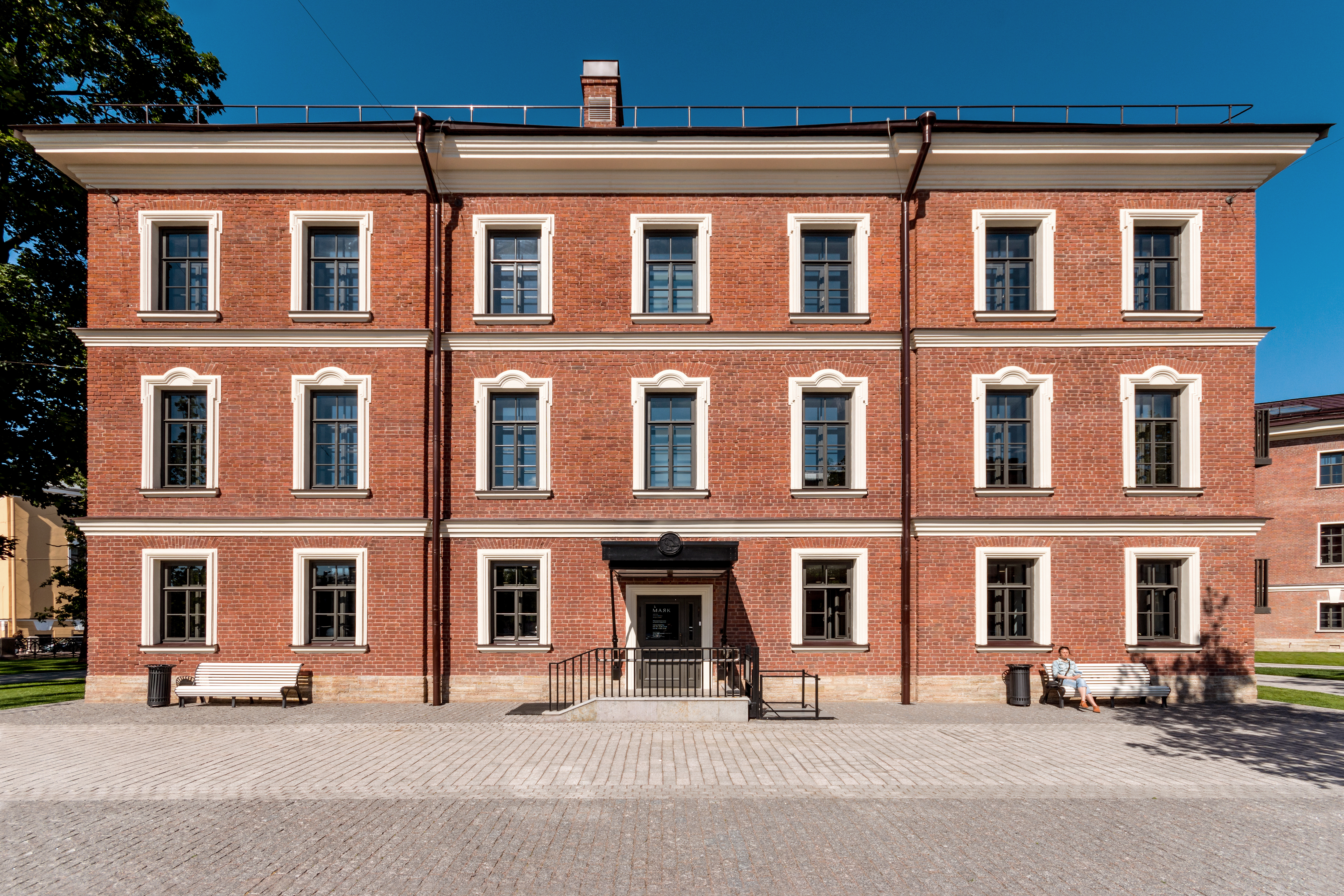
Ehemalige Kommandantur
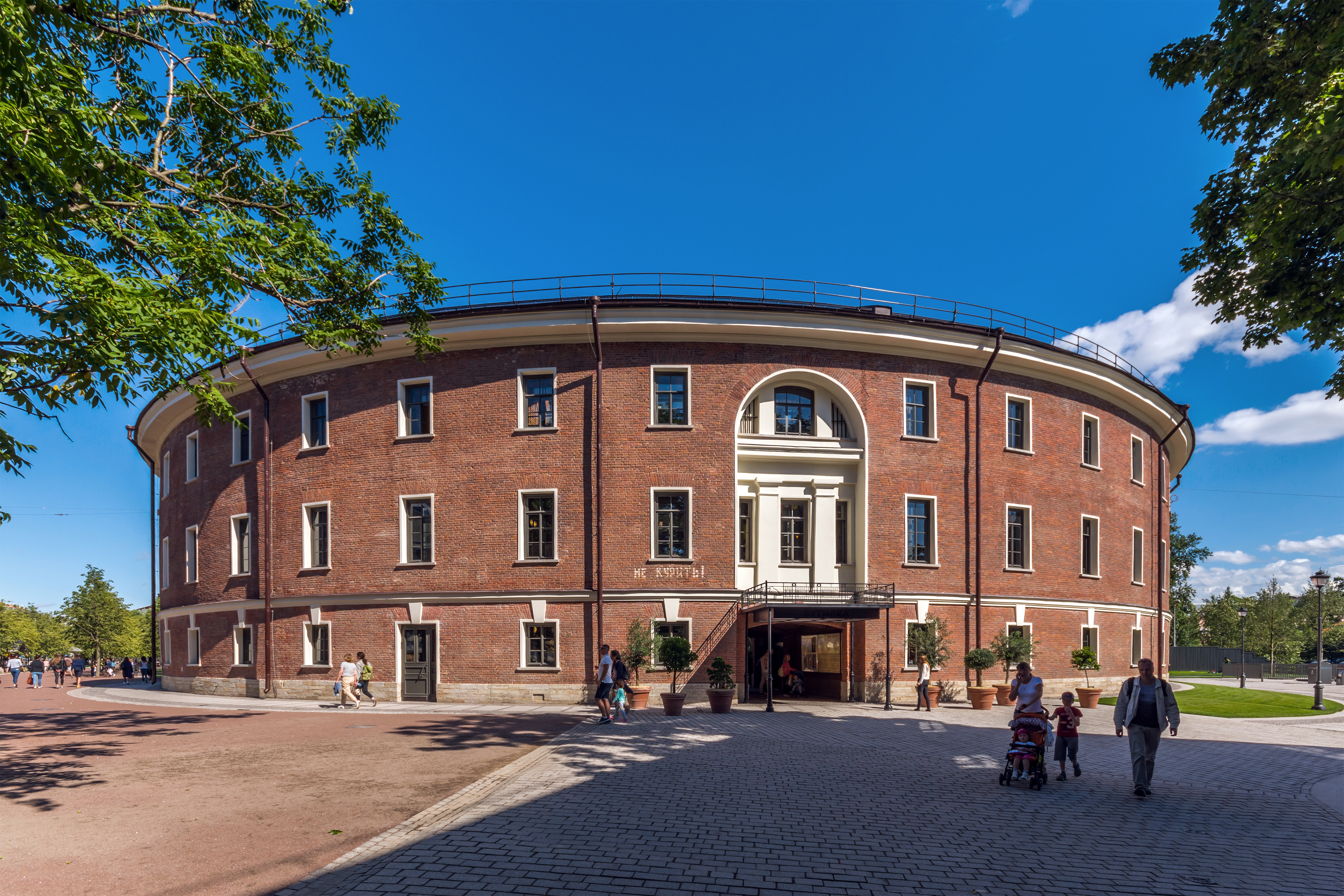
Ehemaliges Militärgefängnis
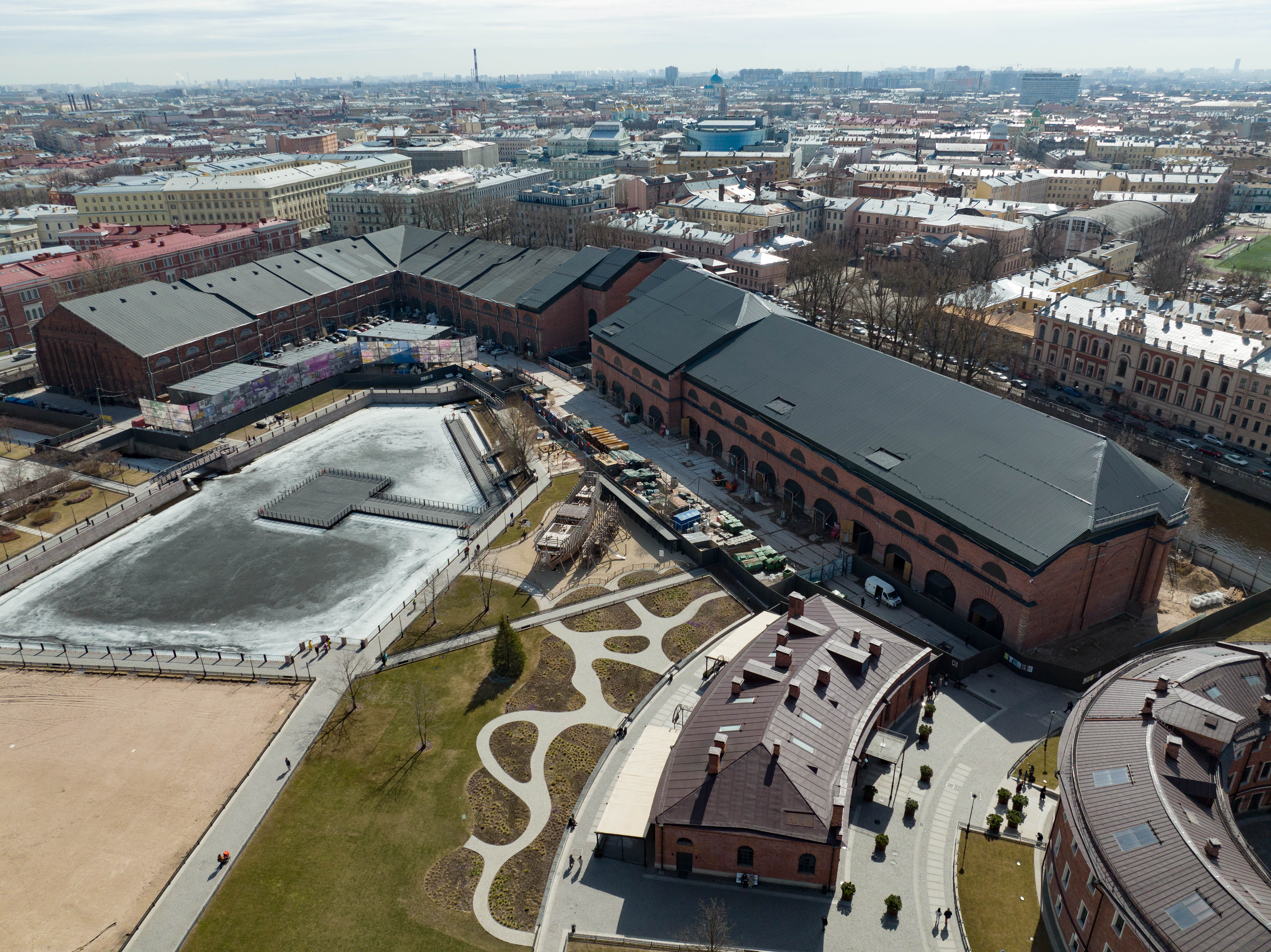
Von links nach rechts: ehemalige Lagerhäuser, Schmiede, Militärgefängnis
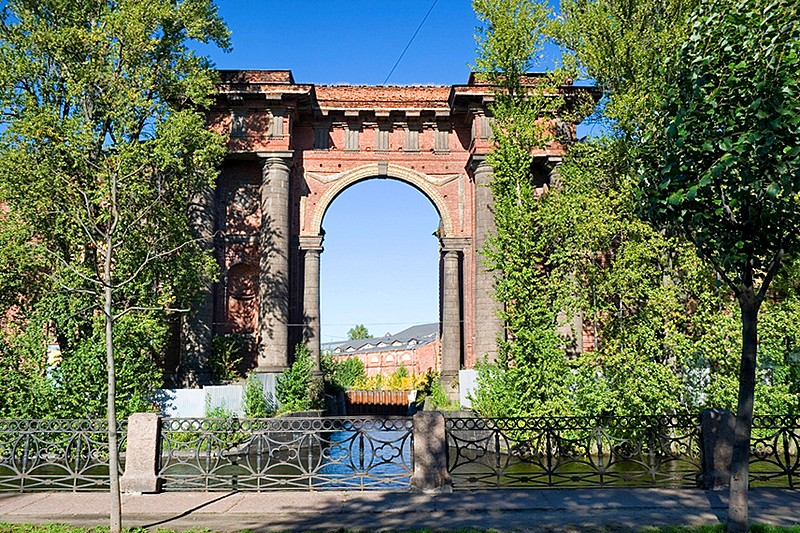
Einfahrtsbogen von der Moika-Seite

## Entstehungsgeschichte
Das historische Zentrum von Sankt Petersburg liegt zwischen den Flüssen Newa und Fontanka. In diesem Gebiet lagen vor der Stadtgründung im Jahr 1703 ursprünglich zwei Inseln. Die Insel zwischen Newa und Moika ist auf schwedischen Karten von 1676 und 1682 mit dem Namen Usadisa (auch finnisch: Usadissa-saari) bezeichnet. Die Insel zwischen der Moika und der Fontanka nannten die Schweden Peryka-Saari genannt.
Die Insel Ussadiza, auf der heute das historische Zentrum von Sankt Petersburg liegt, wurde in den Jahren von 1715 bis 1720 durch sechs parallel verlaufende Kanäle geteilt, um die Stadt auch über Schiffskanäle verkehrstechnisch zu erschließen. Dabei entstanden der Schwanenkanal, der Rote Kanal, der Winterkanal, der Meisterkanal, der Admiralitätskanal und der Krjukowkanal. Später wurden der Rote Kanal und der Meisterkanal wieder vollständig und der Admiralitätskanal teilweise zugeschüttet. Von den ursprünglich 14 Inseln sind noch 10 erhalten: die Sommergarteninsel, die 1. Admiralitätsinsel, die 2. Admiralitätsinsel, die Insel Neu-Holland, die Neue Admiralitätsinsel, die Matissowinsel, die Kolomnainsel, die Kasaninsel, die Erlöserinsel und die Mariä-Schutz-Insel.
Neu-Holland entstand, indem 1719 der Admiralitäts- und der Krjukowkanal zur Moika gegraben wurden. Das Holzlager für die alte Admiralitätswerft in der Nähe der Admiralität hieß zunächst „Holland“. Mit der Verlegung des Holzlagers auf die neue Insel wurde diese „Neu-Holland“ genannt.